# محمد معوش
محمد معوش (بالفرنسية: Mohamed Maouche)‏ لاعب كرة قدم جزائري ولد في 24 فبراير 1936 بالأبيار (الجزائر العاصمة).
بداياته كانت مع نادي AS Saint-Eugène (مدينة الجزائر). سنة 1953، احتل المرتبة الرابعة في مسابقة لاعب كرة القدم الشاب في باريس.
تم تحويله إلى نادي نادي ستاد ريمس (Stade de Reims) سنة 1956. في السنة نفسها، وصل مع ناديه الجديد إلى نهائي كأس أوروبا للنوادي البطلة. ومع بداية موسم 1956-1957، أصبح أحد الظواهر في النادي. فقد سجل 4 أهداف في 3 مقابلات في بطولة الدرجة الأولى.

## مشواره الكروي
- قبل 1956 : AS Saint-Eugène مدينة الجزائر
- 1956-1958 : نادي ستاد ريمس (Stade de Reims) فرنسا
- 1959-1960 : نادي Red Star، فرنسا
- 1960-1961 : نادي ستاد ريمس (Stade de Reims) فرنسا
- بعد 1961 : AS Saint-Eugène مدينة الجزائر

## وصلات خارجية
- محمد معوش على موقع قاعدة بيانات كرة القدم.إي يو (الإنجليزية)
- Statistiques de Mohamed Maouche